# Црква Преноса моштију Светог оца Николаја у Свиници
Црква Преноса моштију Светог оца Николаја је православна црква у месту Свиница, жупанија Мехединци, Румунија. Припада Епархији темишварској Српске православне цркве. Ово је прва српска православна црква саграђена на територији данашње Румуније после Другог светског рата.

## Историја
Градња цркве је започета 1982. године када су постављени њени темељи. Зграда цркве је рађена према пројекту архитекте Јована Максимовића, локалног мештанина. Подигнута је на једном од највиших места у селу, налик на пређашњу, у облику лађе са лучном олтарском апсидом, торњем над западним зидом и стубовима пред западним вратиме, док је свод урађен даскама. У торњу су смештена два звона. Црквене књиге су највећим делом из 19. века. За време градње локални парох је био Жива Мартиновић, коме припада највећа заслуга што су радови на храму приведени крају уз материјалну помоћ српских парохија из Румуније и општине Кладово из Србије. Цркву је осветио владика Сава 27. октобра 1993. године. Унутрашњост цркве је у периоду 1994—1996. године осликао Михај Бофану из Оравице.
У Свиници је до 1970. године постојала стара црква посвећена Светом Николи, која је потопљена заједно са читавим насељем због изградње Ђердапског акумулационог језера. Стара црква је била саграђена 1741. године у византијском стилу, а осликана је 1848. кичицом сликара Димитрија Поповића из Оравице. Живопис је 1962. обновио Јулијан Тоадер. На обали реке се могу видети зидови цркве који израњају из воде. Тада је направљена привремена богомоља дашчара да би задовољила основне богослужбене потребе.